# Vincenzo Fusco (allenatore)
Vincenzo Fusco (Salerno, 11 gennaio 1980) è un allenatore di calcio ed ex calciatore italiano, di ruolo centrocampista.

## Biografia
È fratello di Luca Fusco, anch'egli ex calciatore della Salernitana.

## Carriera

### Giocatore
Ha raggiunto il punto più alto della carriera nel triennio 2003-2006 all'Avellino, quando ha giocato due stagioni in Serie B per un totale di 49 presenze.
Ha giocato anche nella Salernitana, squadra della sua città natale.

### Allenatore
Dopo il ritiro dal calcio giocato, intraprende l'esperienza di allenatore alla Battipagliese e allo Sporting Pontecagnano.
Nel luglio del 2024 viene nominato tecnico della formazione Under 15 dell'Avellino, portando i lupacchiotti alla vittoria del campionato.

## Palmarès

### Allenatore

#### Club

##### Competizioni giovanili
- Campionato Nazionale Lega Pro Under 15: 1

Avellino: Campionato Nazionale Lega Pro Under 15 2024-2025 (girone D)